# Weston (Vermont)
Weston – miasto w Stanach Zjednoczonych, w stanie Vermont, w hrabstwie Windsor.